# La Guerra de Guerrita (serie de televisión)
La Guerra de Guerrita fue una serie de televisión colombiana producida por Programadora de Néstor Hernando Parra en 1977, creada y dirigida por el escritor colombiano Próspero Morales Pradilla, donde se relatan las aventuras de un oficinista de apellido Guerra, a quien sus amigos le llaman Guerrita, durante los años setenta.

## Elenco
- Carlos Benjumea ... Señor Guerra, Guerrita
- Fanny Mickey
- Gladys de la Barra
- Argemiro Castiblanco

## Episodios
Temporada 1 (1977)
1. Estreno (04/02)
2. Episodio 2 (11/02)
3. Episodio 3 "Pelucas y Más Pelucas" (18/02)
4. Episodio 4 (25/02)
5. Episodio 5 (04/03)
6. Episodio 6 (11/03)
7. Episodio 7 (18/03)
8. Episodio 8 (25/03)
9. Episodio 9 (01/04)
10. Episodio 10 (15/04)
11. Episodio 11 (22/04)
12. Episodio 12 (29/04)
13. Episodio 13 (06/05)

- Datos: Q18419336